# Talidomid
Talidomid je uveden u upotrebu kao sedativ kasnih 1950-tih godina. 1961. godine je povučen sa tržišta zbog teratogenosti i neuropatije. U današnje vreme postoji rastući klinički interes za talidomid, i on je uveden kao imunomodulatorno sredstvo koje se prvenstveno koristi, u kombinaciji sa deksametazonom, u lečenju multiplog mijeloma. Ispitivanja na zebrastim ribama, kokoškama, zečevima i primatima uključujući i ljude pokazala su da je ovaj lek potentan teratogen: može doći do ozbiljnih urođenih defekata ako se lek uzima u toku trudnoće.
Talidomid je prodavan u brojnim zemljama širom sveta od 1957 do 1961, kad je povučen sa tržišta nakon što je ustanovljeno da je uzrok urođenih anomalija. Ovaj fijasko se smatrao "jednim od najvećih medicinskih tragedija modernih vremena". Nije poznato koliko je tačno bilo žrtava ovoj leka širom sveta, mada se procene kreću od 10.000 do 20.000. Od tog vremena za talidomid je ustanovljeno da je dragoceno lečenje za brojna medicinska stanja, i on je ponovo u upotrebi u mnogim zemljama, mada će njegova upotreba uvek biti kontroverzna. Talidomidska tragedija je dovela do uspostavljanja mnogo striktnijeg testiranja lekova i pesticida pre nego što oni mogu biti licencirani.

## Istorija

### Razvoj
Za talidomid se misli da je bio razvijen u Nemačkoj farmaceutskoj kompaniji Grünenthal u Štolbergu blizu Aachena, mada je ta tvrdnja nedavno dovedena u sumnju. Izveštaj koji je objavio Dr Martin W Johnson, direktor talidomid udruženja Архивирано на веб-сајту  (23. март 2010) u Velikoj Britaniji, sadrži detaljnu evidenciju koja sugeriše da je lek bio razvijen kao protivotrov nervnih gasova kao što su sarin u Nemačkoj 1944. godine, deset godina pre nego što je Grünenthal obezbedio patent 1954. godine. Drugi izvori sugerišu da su ga možda prvo sintetisali britanski naučnici na Notingemskom univerzitetu 1949. godine. Za Talidomid, koji je lansirao Grünenthal 1. oktobra 1957, je ustanovljeno da je efikasni sedativ i analgetik. On je bio proglašen "čudotvornim lekom" za nesanicu, kašalj, prehladu i glavobolju. Takođe, otkriveno je da je efikasan antiemetik (lek protiv povraćanja) koji ima inhibitorni efekat na jutarnju mučninu, i tako su hiljade trudnica uzimale lek da ublaže simptome. U vreme razvoja leka se mislilo da je mala verovatnoća da se bilo koji lek može preneti sa majke kroz placentalnu barijeru i povrediti fetus u razvoju.

### Urođeni defekti
U kasnim 1950-tim i ranim 1960-tim godinama, više od 10.000 dece u 46 zemalja je rođeno sa deformitetima kao što su fokomelija, kao posledica upotrebe talidomida. Australijski akušer William McBride i nemački pedijatar Widukind Lenz su posumnjali da postoji veza između urođenih defekata i leka, i Lenz je to i dokazao 1961. godine. McBride je kasnije primio brojna priznanja uključujući medalju i novčanu nagradu prestižnog L'Institut de la Vie iz Pariza.
U Velikoj Britaniji lek je licenciran 1958, i od beba rođenih sa defektima, 466 je preživelo. Lek je povučen sa tržišta 1961, ali je tek 1968, posle dugotrajne kampanje žurnala Sunday Times, kompenzaciono izravnanje UK žrtava ostvareno od strane Distillers Company Limited. U Nemačkoj je rođeno oko 2.500 talidomidskih beba.
Impakt u Sjedinjenim Državama je bio minimalan zato što je farmakolog i lekar Frances Oldham Kelsey odbila da odobri FDA aplikaciju koju je Richardson Merrell podneo za prodaju talidomida, sa obrazloženjem da su neophodne dodatne studije. Richardson Merrell je isporučio tablete lekarima uz razumevanje da je lek još uvek pod istragom. Sedamnaestoro dece je rođeno u SAD sa defektima. Kanada je bila poslednja zemlja koja je zaustavila prodaju leka, u ranoj 1962 godini.
1962, američki kongres je doneo zakon kojim se zahtevaju testovi bezbednosti u toku trudnoće pre nego što lek može dobiti dozvolu za prodaju u US. Druge zemlje su donele slične zakonske propise, i talidomid nije bio prepisivan ili prodavan decenijama.

### Mehanizam
Uskoro je otkriveno da samo jedan poseban optički izomer talidomida uzrokuje teratogenost. Par enantiomera, koji su slike u ogledalu jedno drugog, imaju različite efekte, mada je sad poznato da "bezbedan" izomer može biti pretvoren u teratogeni izomer u ljudskom telu..

### Obnovljen interes
1964 godine Jacob Sheskin, profesor sa Jevrejskog univerziteta u Jerusalimu u Hedassah univerzitetskoj bolnici (on je isto tako bio načelnik Hansen leprozne bolnice u Jerusalimu), dao je talidomid kritično bolesnom pacijentu sa erythema nodosum leprosum (ENL), jednoj bolnoj komplikaciji lepre, u pokušaju da olakša njegov bol uprkos zabrane upotrebe tog leka. Pacijent je spavao satima, i bio je sposoban da ustane iz kreveta nakon buđenja. Ovaj rezultat su sledile niz povoljnih primena, a nakon toga kliničko istraživanje. Jakob je pronašao da je pacijentima sa erythema nodosum leprom, bolnim stanjem kože, znatno olakšan bol uz pomoć talidomida.
Dalja istraživanja koja je 1991 godine sproveo Dr. Gilla Kaplan sa Rokfeler univerziteta u Njujorku, su pokazala da je dejstvo talidomida na lepru uzrokovano inhibicijom faktora nekroze tumora alfa, i verovalo se da bi on možda bio efikasna terapija za AIDS. Kaplan je kroz partnerstvo sa Celgen korporacijom radio na daljem razvoju talidomida za upotrebu u slučajevima AIDSa i tuberkuloze. Međutim klinička istraživanja za AIDS su bila razočaravajuća.
1994, Dr. Robert D'Amato sa Harvard Medicinske Škole je otkrio da je talidomid potentan inhibitor rasta novih krvnih sudova (angiogeneze). Brojna klinička istraživanja uticaja talidomida na suzbijanje karcinoma su sprovedena na osnovu tog pronalaska, i naknadno 1997. Dr. Bart Barlogie je objavio da je talidomid efikasan protiv multiplog mijeloma, i lek je naknadno odobren u SAD za upotrebu kod te vrste maligniteta. FDA je takođe odobrila upotrebu ovog leka za erythema nodosum lepru. Studije se sprovode da bi se utvrdila efikasnost leka na arahnoiditis i nekoliko tipova raka. Međutim, lekari i pacijenti moraju da prođu kroz specijalni proces da propišu i dobiju talidomid (S.T.E.P.S.) da bi se osiguralo da se zbog upotrebe ovog leka ne rađaju deca sa defektima. Celgene korporacija je isto tako razvila analoge talidomida, kao što je lenalidomide, koji su znatno moćniji i ima manje neželjenih efekata – izuzev za veću mijelosupresiju.

## Literatura
- Eccles H, Ratcliff B (2001). Chemistry 2. Cambridge University Press. стр. 170. ISBN 978-0-521-79882-2.
- Heaton, C. A. (1994). The Chemical Industry. Springer. стр. 40. ISBN 978-0-7514-0018-2.
- Stephens, Trent; Brynner, Rock (2001). Dark Remedy: The Impact of Thalidomide and Its Revival as a Vital Medicine. Perseus. ISBN 978-0-7382-0590-8.
- Knightley, Phillip;  . (1979). Suffer The Children: The Story of Thalidomide. New York: The Viking Press. ISBN 978-0-670-68114-3.

## Spoljašnje veze
- Talidomid monografija
- Talidomid proizvod - monografija[мртва веза]
- Artikle fondacije za istraživanje multiplog mijeloma
- Artikal internacionalne mijelom fondacije
- Talidomid – komentarisana lista veza
- WHO Pharmaceuticals Newsletter No. 2, 2003 - Vidi stranu 11
- Grünenthal GmbH - Talidomid
- Celgene vebsajt o talidomidu
- Povratak talidomida - BBC
- CBC digitalne arhive – Talidomid: Gorke Pilule, Polomljena Obećanja
- Talidomid UK Архивирано на веб-сајту  (19. септембар 2012)
- Talidomid udruženje Архивирано на веб-сајту  (23. март 2010)
- The International Contergan Thalidomide Alliance vebsajt

|  | Molimo Vas, obratite pažnju na važno upozorenje u vezi sa temama iz oblasti medicine (zdravlja). |